# Choroszcz (gmina)

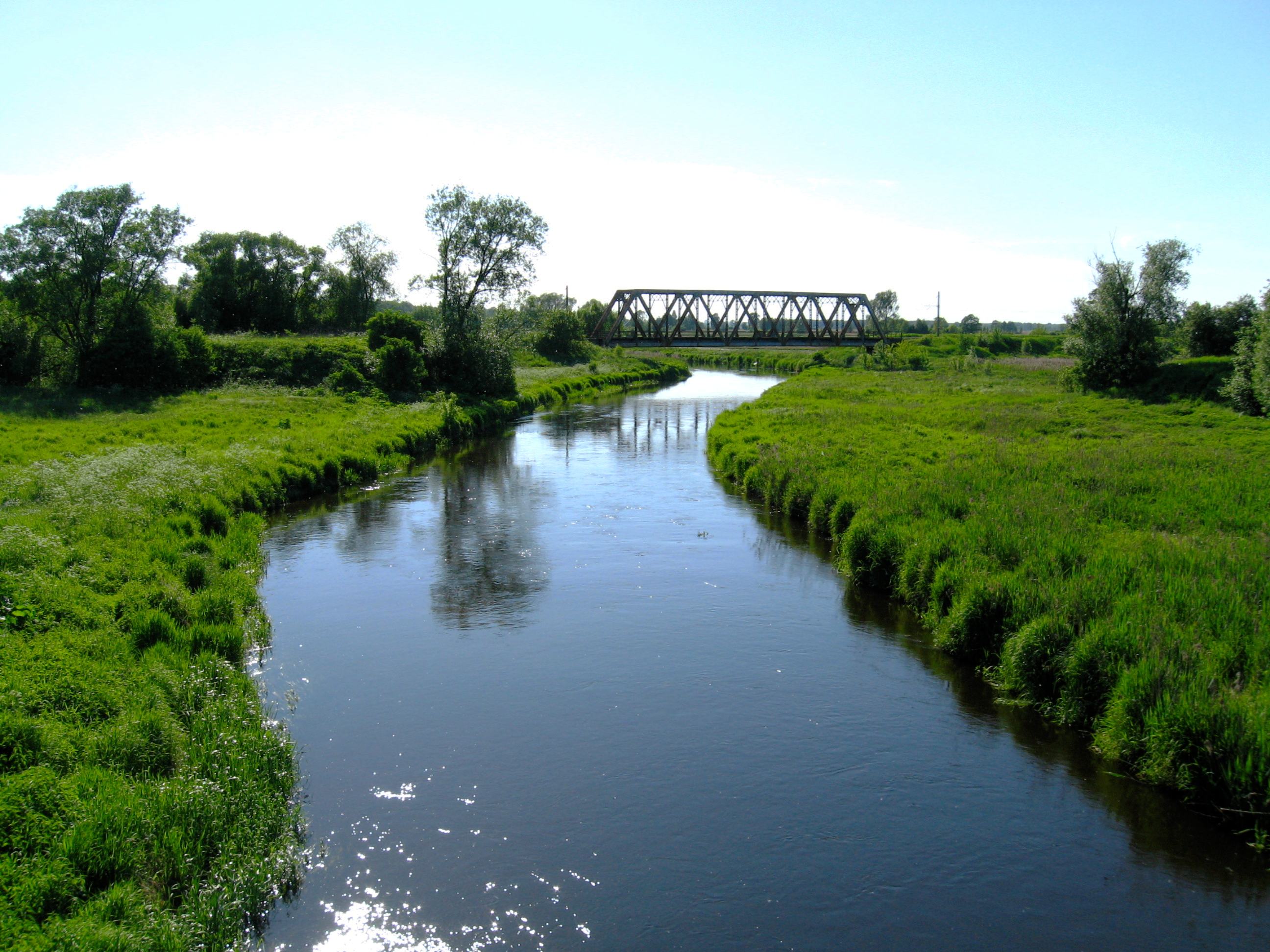
Przepływająca przez gminę rzeka Supraśl

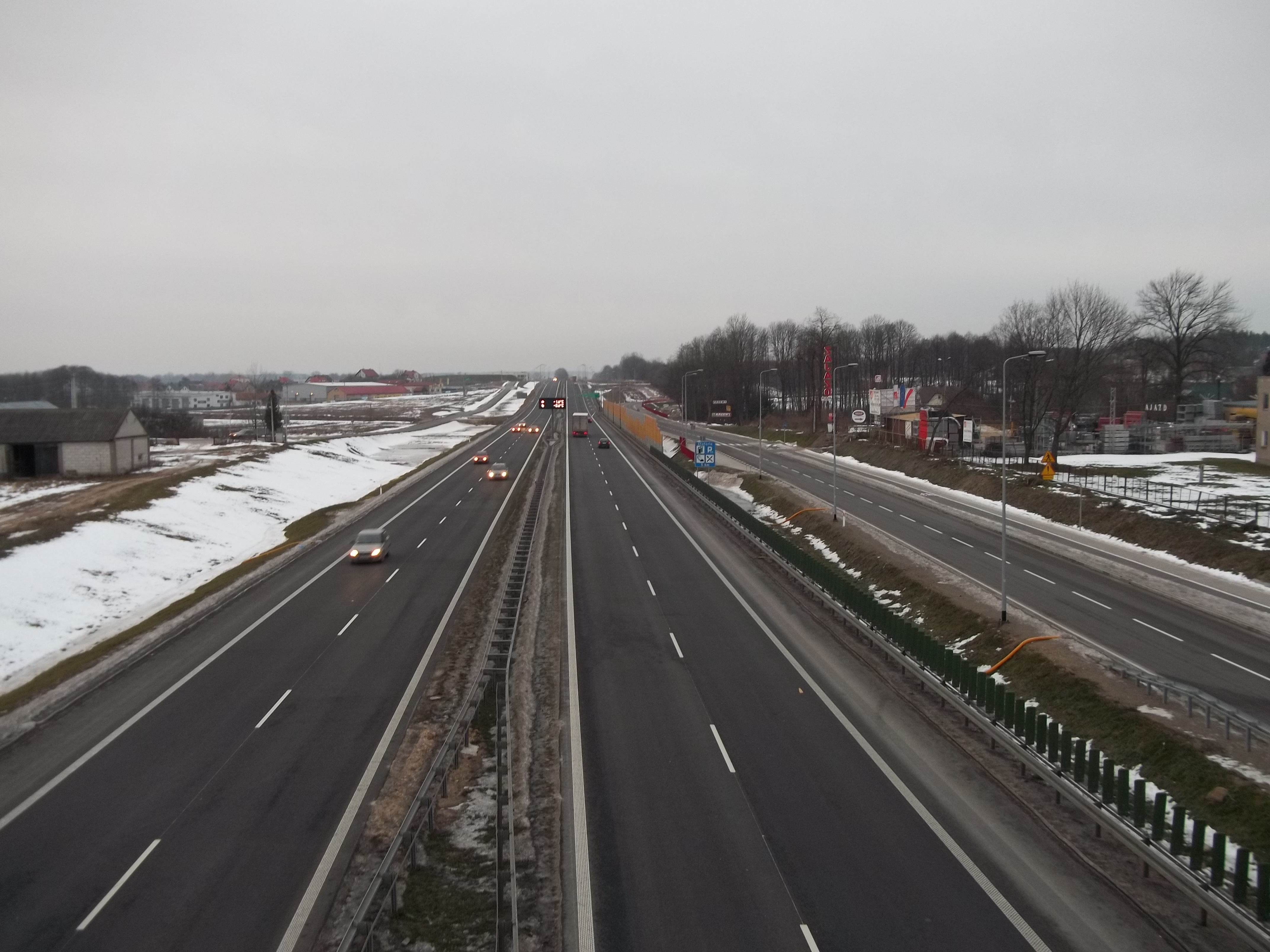
w Choroszczy

Choroszcz (1944–54 Barszczewo) – obecnie gmina miejsko-wiejska w województwie podlaskim, w powiecie białostockim.Gmina istniała w latach 1919–1939 i 1944–1954, a następnie działa od 1973 r. W okresie międzywojennym i powojennym do 1954 siedziba gminy mieściła się w Barszczewie a od 1973 w Choroszczy. 
Należała do guberni grodzieńskiej (1861-1915), powiatu białostockiego (1919-1939) a następnie w latach 1975–1998 do małego województwa białostockiego. Od 1999 jest częścią reaktywowanego powiatu białostockiego.

## Historia

### Imperium Rosyjskie (1861–1915)
Gmina zbiorowa Choroszcz (ros. Хорощанская волость) z siedzibą w Barszczewie powstała w wyniku reformy struktur administracyjnych państwa rosyjskiego w 1861 roku. Była częścią powiatu białostockiego należącego (od 1843) do guberni grodzieńskiej. W 1890 roku gmina Choroszcz obejmowała 50 wsi i zamieszkiwało ją 5792 osób.

### I wojna światowa (1915–1919)
Podczas I wojny światowej (1915–1919) gmina wraz z powiatem białostockim należała do okupowanego przez Niemcy Ober-Ostu (w latach 1915–1916 w okręgu Białystok, a 1916–1918 w okręgu Białystok-Grodno) oraz do Królestwa Litwy (1918). W sierpniu 1919 przeszła pod administrację polską.

### II Rzeczpospolita (1919–1939)
W okresie międzywojennym gmina Choroszcz należała do powiatu białostockiego w województwie białostockim. Według Powszechnego Spisu Ludności z 1921 roku w jej skład wchodziły wsie: Baciuty, Barszczewo, Barszczówka, Czaplin, Dzikie, Gajowniki, Izbiszcze, Konowały, Kościuki, Kruszewo, Mińce, Niecki, Nieroniki, Niewodnica Korycka, Ogrodniki, Oliszki, Pańki, Rogów, Sienkiewicze, Tołcze, Topilec, Trypude, Zaczerlany, Zalesiany, Zawady, Żółtki. Folwarki: Markowszczyzna, Zalesiany oraz osada fabryczna: Topole, kolonie: Czaplin, Dzikie, Kościuki, Niewodnica Kościelna, Sienkiewicze, Topilec i przystanek kolejowy: Niewodnica. Gminę zamieszkiwało wówczas 5.590 osób, wśród których 4.578 było wyznania rzymskokatolickiego, 1001 prawosławnego, 3 ewangelickiego, 3 greckokatolickiego, a 5 mojżeszowego. Jednocześnie 5.129 mieszkańców zadeklarowało polską przynależność narodową, 451 białoruską, 7 rosyjską, 2 rusińską a jeden estońską. W gminie było 899 budynków mieszkalnych.
W 1933 r. rozporządzeniem wojewody białostockiego z 14 października podzielono gminy wiejskie na gromady, Od tej pory gmina Chorszcz była podzielona na 28 gromad:  1. Baciuty, 2. Barszczówka, 3. Barszczewo, 4. Czaplino, 5. Dzikie, 6. Gajowniki, 7. Izbiszcze, 8. Jeroniki, 9. Kruszewo, 10. Konowały, 11. Kościuki, 12. Mińce, 13. Niewodnica-Korycka, 14. Niewodnica-Kościelna, 15. Niecki, 16. Oliszki, 17. Ogrodniki, 18. Pańki, 19. Rogowo, 20. Sienkiewicze, 21. Tołcze, 22. Trypucie, 23. Topilec wieś, 24. Topilec kolonia, 25. Zawady, 26. Zaczerlany, 27. Zalesiany, 28. Żółtki. Przedstawiony wyżej podział na gromady przetrwał do wojny.

### II wojna światowa (1939–1944)
Podczas II wojny światowej, w 1944 roku, gminę Choroszcz przekształcono w gminę Barszczewo.

### Od reformy 1973
1 stycznia 1973 roku po reaktywowaniu gmin, przywrócono gminę pod jej pierwotną nazwą Choroszcz. W jej skład weszły wówczas sołectwa: Babino, Barszczewo, Czaplino, Czaplino-Kolonia, Dzikie, Dzikie kolonia, Gajowniki, Gajowniki kolonia, Izbiszcze, Jeroniki, Klepacze, Konowały, Kościuki, Krupniki, Kruszewo, Łyski, Mińce, Ogrodniki, Oliszki, Pańki, Porosły, Rogowo, Rogowo majątek, Rogówek, Ruszczany, Sienkiewicze, Turczyn, Zaczerlany, Zaczerlany kolonia, Złotoria, Żółtki oraz obszar lasów państwowych Nadleśnictwa Dojlidy — uroczysko Turczyn o pow. 224,25 ha.
19 lutego 1987 w gminie Choroszcz z sołectwa Porosły wydzielono sołectwo Kolonia Porosły.
Od 1999 gmina przynależy do powiatu białostockiego.
W 2005 r. gmina Choroszcz została uznana za najlepszą gminę w Polsce w rankingu gazety "Rzeczpospolita".

## Struktura powierzchni
Gmina Choroszcz ma obszar 163,5 km² (2002), w tym:
- użytki rolne: 61%
- użytki leśne: 17%

Gmina stanowi 5,48% powierzchni powiatu.

## Transport
Przez gminę przebiega droga ekspresowa S8 (Kudowa-Zdrój – Wrocław – Warszawa – Białystok – Suwałki – Budzisko), stanowiąca część drogi międzynarodowej E67 (Helsinki – Kowno – Warszawa – Praga).
12 września 2012 otwarto odcinek drogi ekspresowej Jeżewo Stare – Białystok o długości 24.5 km.

## Komunikacja
Do gminy można dojechać autobusami białostockiej komunikacji miejskiej. Linia nr 103 dojeżdża do miejscowości Porosły, Łyski oraz Choroszcz.

## Demografia
Gminę zamieszkiwało 15 985 osoby (31 grudnia 2021).

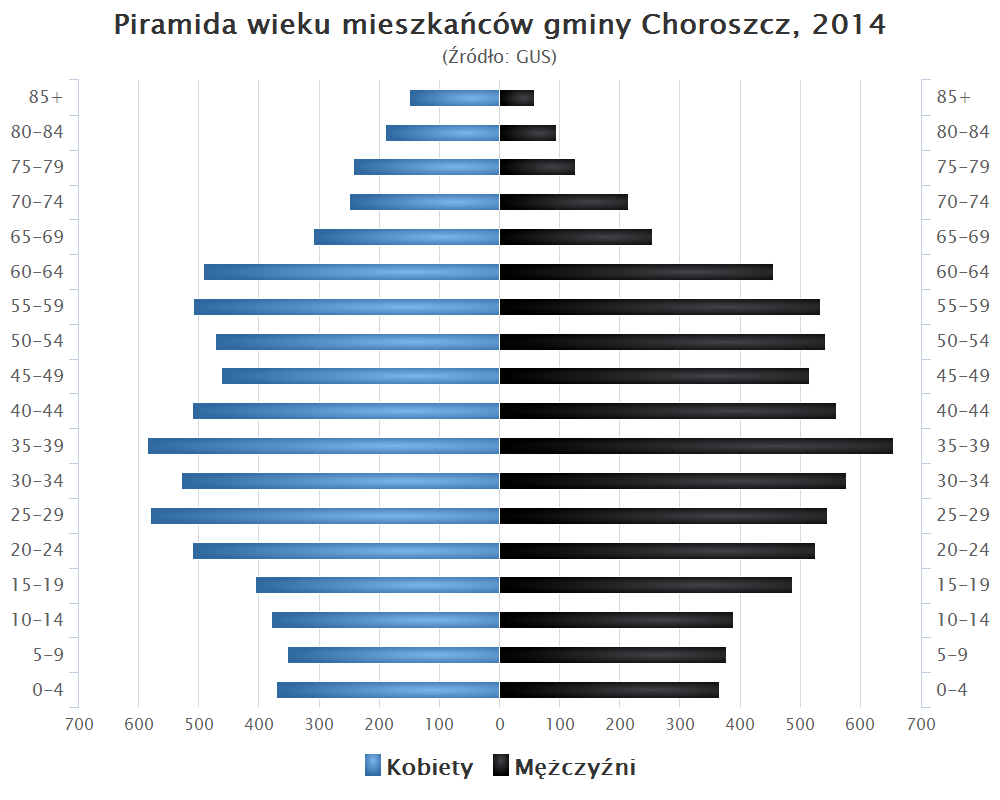
Piramida wieku mieszkańców gminy Choroszcz w 2014 roku

| Opis                              | Ogółem | Ogółem | Kobiety | Kobiety | Mężczyźni | Mężczyźni |
| --------------------------------- | ------ | ------ | ------- | ------- | --------- | --------- |
| jednostka                         | osób   | %      | osób    | %       | osób      | %         |
| populacja                         | 14 967 | 100    | 7465    | 49.9    | 7502      | 50.1      |
| gęstość zaludnienia (mieszk./km²) | 91,5   | 91,5   | 45.7    | 45.7    | 45.8      | 45.8      |

## Sołectwa
Babino, Barszczewo, Czaplino, Dzikie, Gajowniki, Izbiszcze, Jeroniki, Klepacze, Konowały, Kościuki, Krupniki, Kruszewo, Łyski, Mińce, Ogrodniki, Oliszki, Pańki, Porosły, Porosły-Kolonia, Rogowo, Rogowo-Majątek, Rogówek, Ruszczany, Sienkiewicze, Sikorszczyzna, Śliwno, Turczyn, Zaczerlany, Złotoria, Kolonia Złotoria, Żółtki. 

## Sąsiednie gminy
Białystok, Dobrzyniewo Duże, Juchnowiec Kościelny, Kobylin-Borzymy, Łapy, Sokoły, Turośń Kościelna, Tykocin